# Mihai Șulț
Mihai Șulț (ur. 7 marca 1933 w Timișoarze) – rumuński zapaśnik walczący w stylu klasycznym. Olimpijczyk z Rzymu 1960, gdzie zajął szóste miejsce w kategorii 62 kg.
Szósty na mistrzostwach świata w 1961 roku.